# Scottie Lewis
George Scott Lewis Jr (ur. 12 marca 2000 w Nowym Jorku) – amerykański koszykarz, występujący na pozycji rzucającego obrońcy.
W 2019 wystąpił w meczach gwiazd amerykańskich szkół średnich – Nike Hoop Summit i McDonald’s All-American.

## Osiągnięcia
Stan na 22 lutego 2023, na podstawie
, o ile nie zaznaczono inaczej.
NCAA
- Uczestnik rozgrywek II rundy turnieju NCAA (2021)
- Zaliczony do I składu najlepszych pierwszorocznych zawodników konferencji Southeastern (SEC – 2020)
- Najlepszy pierwszoroczny zawodnik tygodnia SEC (6.02.2020)